# نیژنئودینسک
شهر نیژنئودینسک (به روسی: Нижнеудинск) در کشور روسیه و در اوبلاست ایرکوتسک واقع شده‌است.